# 隠しコマンド
隠しコマンド（かくしコマンド）とは、コンピュータプログラムに用意されながら、取扱説明書や仕様書には記載されないコマンド（命令・操作）である。

## 概要
今日では、コンピュータゲームにおける物が有名だが、古くはコンピュータ製品の一部にも、設計時に用意されながら、諸般の事情によりユーザー（消費者）には公開されていない、非公開・動作未保証のコマンド（関数など）もあった。その一方で、プログラムに仕掛けられたバックドアと呼ばれる、不正な通信に利用される接続経路を利用するためのパスワード等も、この隠しコマンドの範疇に含む事ができよう。（不正利用に関してはバックドアの項を参照）
これらは所定の操作を行う事で、本来のプログラム本体の仕様書・取扱説明書には無い機能（イースターエッグとも呼ばれる隠し要素）を、利用者に提供する事ができるよう作られている。

## コンピュータゲーム
コンピュータゲームに於いては、チートコードとも呼ばれ、一定の隠し要素（チートモード）を呼び出す際に利用される。（チートの項を参照）
これらの古い物では、いわゆるデバッグモードと呼ばれる、製品になる以前の動作テスト段階で組み込まれた機能である場合や、プログラマーが製作中に意図して組み込んだ遊び心としての物であったが、日本において1980年代半ばから後半には、これら隠しコマンドを組み込む事で、消費者にゲーム本来の楽しさとは別に、隠しコマンドを探す・使う楽しみを提供できるとして、ゲームメーカーが企画開発段階から意図的に組み込む事が流行した。中には、この隠しコマンドを利用しないと「誰がプレイしても絶対的にゲームをクリアする事は不可能」という本末転倒なゲーム（これらは俗にクソゲーと呼ばれた物が多い）まで登場した。
これを最も先鋭化させ、上手に利用したゲームがドルアーガの塔といわれている。
その一方、同時代にはゲームを紹介する雑誌が多数あったが、これらの雑誌でいち早く隠しコマンドを発見・掲載する事が雑誌の売上に繋がったため、各誌出版社はこぞって隠しコマンド情報の収集に奔走した。中にはゲームソフトをリバースエンジニアリングで解析して掲載したり、開発スタッフに金品を提供して情報を入手しようとする所まであった。また、1980年代後半以降のテレビゲーム雑誌が乱立した時期には、ゲームソフトと雑誌の相互販売促進タイアップの一環として、意図的な隠しコマンドが組み込まれたケースも少なくない。この場合、雑誌は特集記事などとしてそのゲームソフトを大々的な記事とする代わりに、独占情報として隠しコマンドを発表するといった販売戦略が取られた。
現在ではゲーム雑誌が開発者側から「ゲームソフト発売からX日経ったら記事として公開してもよい」などの条件をつけて、隠しコマンドも含めてあらかじめ資料の供給を受けるケースが多く、たとえ偶然発見した読者からの報告などがあったりしても勝手な公開は許されない。
今日では、コンピュータゲームの難易度を極端に高くし過ぎると、いわゆるマニアにしか受けないゲームとなり売上に悪影響を及ぼすため、程々の難易度を設定するゲームが増えた関係で、プレーヤーに極端に有利な条件を提供する隠しコマンドは少なくなった。その一方で、ゲームの表現力やゲーム媒体の情報記憶量増大に伴い、オマケのゲームを呼び出せる隠しコマンドや、ゲーム中のキャラクターを色々に変更して遊べるオマケ要素を呼び出せる物が登場している。
また日本以外の国では、ゲームの長期間の売上を確保するため、ゲーム発売後に一定期間をおいてメーカー側からチートコードを発表し、徐々にゲームの難易度を下げさせる事で、最初の内は難しそうだからと敬遠していたユーザーの発掘を行うマーケティング手法もある。

## その他のコンピュータ製品
コンピュータ製品にも、隠しコマンドがあることがある。これらは、ハードウェアあるいはソフトウェア設計時に実装されたものの、諸事情により、取扱説明書などに記載されない、などといったケースである。

## 家電製品
家電製品の一部にも隠しコマンドが搭載されていることがある。これらは製品のテスト、（技術者による）製品の整備、店頭への展示用に特殊表示をさせるなどを目的として搭載されているのがほとんどであり（例として、エアコンを周囲の温度に関係なく冷房運転させる操作など。ダイキンのエアコンが特に顕著で、冷房運転中に温度上げ、温度下げ、運転切り替えの3ボタンを同時に押したのち運転切り替えボタンを二度押すなどがある）、一般の消費者がマニュアルに記載の無い手順でスイッチなどを操作したときに偶然にこのモードに切り替わることもあるが、一般の消費者が使用することは念頭とされていない。故意に隠しコマンドを使用して製品に不具合を生じさせたときには、修理の場合に保証期間内でも保証が適用されないこともあるので、注意が必要である。

## 車両、航空機など
家電製品と同様の理由で隠しコマンドが設定されている場合がある。
アエロフロート航空593便墜落事故では隠しコマンドが偶然入力されたことにより自動操縦装置が一部解除された。

## 電話番号
電話番号には、「特番」と呼ばれる3桁の電話番号が存在する。日本でよく知られているところでは消防・救急の「119」（米国では911）、海難事故の118、警察直通の110番がある。ただこの特番の中には上に家電製品で述べたような技術・サービス用の電話番号も存在している。線路試験受付というのがそれで、一般にはアナウンスされてはいないが、「111」にダイアルすると交換機側で所定の音声信号（一定周波数の音）が一定時間流れる。
これはあくまでも電話機接続の技術者のためのチェック用であるため、一般の利用は想定されていないし、奨められない。日本では故障受付の113番や通話中調べの114番のサービスを利用すべきである。